# Zero Day
Zero Day är en amerikansk drama/thriller-film i så kallad found footage-stil från 2003. Filmen är regisserad av Ben Coccio och handlar om två ungdomar som videofilmar sin vardag medan de planerar ett illdåd mot sin högstadieskola.

## Handling
Filmen visar upp två unga skolmördares videodagböcker som de spelade in månaderna innan de utförde en massaker på sin high school. Filmens brutala klimax skildras genom skolans övervakningsvideor.

## Om filmen
Filmens skådespelarinsatser har hyllats av kritiker och filmen som helhet för dess realistiska och råa stil. Den nådde ingen större publik men likväl kultstatus som indiefilm. Filmens slutsekvenser var så realistiska att det hände att folk trodde den visade ett verkligt brott. Den blev bland annat omtalad på diverse internetsidor såsom Youtube, där scenen lades ut och folk som såg den trodde att det var riktigt videomaterial från Columbinemassakern som läckt ut. 